# Нюс
Ню̀с (на италиански: Nus) е малко градче и община в Северна Италия, автономен регион Вале д'Аоста. Разположено е на 529 m надморска височина. Населението на общината е 2966 души (към 2010 г.).